# Gibi de Menininha
Gibi de Menininha é uma série de história em quadrinhos brasileira idealizada por Germana Viana com o objetivo de publicar histórias eróticas curtas ligadas aos gêneros de terror e suspense, com equipes criativas formadas exclusivamente por mulheres.
O primeiro livro da série, intitulado Gibi de Menininha: historietas de terror e putaria foi publicado pela Zarabatana Books após campanha de financiamento coletivo na plataforma Catarse e trouxe HQs das quadrinistas Carol Pimentel, Roberta Cirne, Clarice França, Mari Santtos, Renata C B Lzz, Ana Carolina Recalde Gomes, Talessa Kuguimiya, Milena Azevedo, Katia Schittine, Fabiana Signorini e Camila Suzuki, além da própria Germana. A capa foi feita por Camila Torrano.
No ano seguinte, o livro ganhou o Prêmio Angelo Agostini na categoria "melhor lançamento" e o Troféu HQ Mix na categoria "melhor publicação mix".
Também em 2019, foi divulgado que o segundo volume da série também será financiado através do Catarse. Este novo livro terá novamente capa de Camila Torrano e contará com histórias das quadrinistas Camila Suzuki, Clarice França, Dane Taranha, Fabiana Signorini, Germana Viana, Ju Loyola, Katia Schittine, Milena Azevedo, Rebeca Puig, Renata C B Lzz, Roberta Cirne e Sueli Mendes.